# Kurucaşile
Kurucaşile est une ville et un district de la province de Bartın dans la région de la mer Noire en Turquie.